# Aztec Records
Aztec Records es una compañía discográfica independiente con sede en Londres (Reino Unido). Se especializa en música electrónica y pop, principalmente de sonido retro ochentero, como el synthwave y el synth pop. Fue fundada en 2010 por Laura Fares y Ariel Amejeiras. El sello tiene más de 25 artistas internacionales en su lista y lanza nueva música semanalmente. La compañía también posee una sucursal en Argentina, llamada Aztec Latin.

## Historia
La compañía discográfica ha producido y lanzado obras de artistas como Bright Light, Nina, LAU, Zenith Volt, Sunglasses Kid, Owlle, Gryff, Thought Beings, Primo the Alien, Oblique, Eutropic, Power Rob, Surrender, Wyve, Mickey Cupid, Traverse Town, Maighread y muchos otros. En 2012 Aztec Records se asoció con EQ Music Blog para organizar el primer Festival Poptronik en Sitges, España, con Andy Bell de Erasure, Monarchy, Simon Curtis, Markus Riva, el productor Fernando Garibay y otros artistas internacionales, y se lanzó un recopilatorio para ese evento.
Aztec Music Publishing es la rama editorial de Aztec Records. Comenzó en 2014 con la idea de ampliar su catálogo musical y gestionarlo adecuadamente para colocarlo en películas, televisión, juegos y publicidad. Su música ha sido utilizada por marcas como Adidas, Hugo Boss, Mercedes Benz, Uniqlo, Victoria's Secret y algunas otras.
En 2020 Aztec Records lanzó su subsello de habla hispana llamado Aztec Latin, que se especializa en música pop y electrónica puramente en español. Los artistas incluyen Ignacia, Jaz Oil, Locker, Kush Mama, The Broken Flowers Project y otros.